# Estádio Internacional do Cairo
O Estádio Internacional do Cairo (em árabe: ستاد القاهرة الدولي)  é um estádio multiuso localizado no Cairo, capital do Egito. Inaugurado em 23 de julho de 1960, é atualmente a principal casa onde a Seleção Egípcia de Futebol manda suas partidas amistosas e oficiais. Por sua vez, as equipes locais Al Ahly e Zamalek Sporting Club também mandarem seus jogos oficiais por competições nacionais e continentais por ali. Sua capacidade máxima é de 74 100 espectadores.

## Partidas importantes
Em 1986, o estádio observou seu maior recorde de público: 95 000 espectadores acompanharam a grande final do Campeonato Africano das Nações daquele ano disputada entre Egito e Camarões. Após um empate no tempo regulamentar por 0–0, a seleção anfitriã sagrou-se campeã pela terceira vez da competição após vencer a disputa por pênaltis por 5–4.
Em 2019, foi sede de várias partidas importantes do Campeonato Africano das Nações, dentre eles a abertura, uma semifinal e a final disputada entre as seleções de Senegal e da Argélia, tendo a última sagrado-se campeã pela segunda vez da competição após vencer a partida pelo placar de 0–1.